# Jaroslav Burgr
Jaroslav Burgr, někdy zapisován také Burger (7. března 1906, Velké Přítočno – 15. září 1986), byl český fotbalista, československý reprezentant.

## Sportovní kariéra
Fotbal začal hrát v Kročehlavech, proslavil se v dresu pražské Sparty. Za ni tento obránce sehrál za 18 let 625 zápasů a byl také několik let kapitánem mužstva.
Do Sparty přišel 1. listopadu 1926 v době, kdy Sparta pobývala na několikaměsíčním turné v USA. Burgr hrál zatím za rezervu, ale už v roce 1927 začal v základní sestavě nahrazovat Hojera, který tehdy tvořil dvojici s Pernerem. Poprvé byl nominován k ligovému zápasu za Spartu na hřišti ČAFC Vinohrady na Floře.
Byl držitel stříbrné medaile z mistrovství světa v Itálii roku 1934 a účastník mistrovství světa ve Francii roku 1938. V reprezentaci odehrál v letech 1929 až 1938 celkem 55 zápasů. Z nich 29 hrál po boku s Čtyřokým.
Byl charakterizován jako tvrdý a rychlý bojovník se skvělým odhadem a nasazením po celý zápas.
Bratr Adolfa Burgera.
V československé lize nastoupil ve 242 utkáních a dal 1 ligový gól. Ve Středoevropském poháru nastoupil v 50 utkáních, v letech 1927 a 1935 byl členem vítězného týmu. Hráčskou ligovou kariéru ukončil ve 38 letech, později působil i jako trenér bez výraznějších úspěchů.

## Ligová bilance
| Ročník                      | Zápasy | Góly | Klub            |
| --------------------------- | ------ | ---- | --------------- |
| Středočeská 1. liga 1927/28 | -      | 0    | AC Sparta Praha |
| Středočeská 1. liga 1928/29 | -      | 0    | AC Sparta Praha |
| 1. asociační liga 1929/30   | -      | 0    | AC Sparta Praha |
| 1. asociační liga 1930/31   | 9      | 1    | AC Sparta Praha |
| 1. asociační liga 1931/32   | -      | 0    | AC Sparta Praha |
| 1. asociační liga 1932/33   | -      | 0    | AC Sparta Praha |
| 1. asociační liga 1933/34   | -      | 0    | AC Sparta Praha |
| Státní liga 1934/35         | -      | 0    | AC Sparta Praha |
| Státní liga 1935/36         | -      | 0    | AC Sparta Praha |
| Státní liga 1936/37         | -      | 0    | AC Sparta Praha |
| Státní liga 1937/38         | -      | 0    | AC Sparta Praha |
| Státní liga 1938/39         | 17     | 0    | AC Sparta Praha |
| Národní liga 1939/40        | -      | 0    | AC Sparta Praha |
| Národní liga 1940/41        | -      | 0    | AC Sparta Praha |
| Národní liga 1941/42        | -      | 0    | AC Sparta Praha |
| Národní liga 1942/43        | -      | 0    | AC Sparta Praha |
| Národní liga 1943/44        | -      | 0    | AC Sparta Praha |
| CELKEM                      | 242    | 1    |                 |